# Cunit
Cunit ist eine Stadt im Nordosten Spaniens.

## Geographische Lage
Die Stadt liegt in der Provinz Tarragona in der Autonomen Gemeinschaft Katalonien und befindet sich zwischen dem nordöstlich gelegenen Barcelona (59 km entfernt) und dem südwestlich gelegenen Tarragona (47 km entfernt) wenige Kilometer von der Costa Daurada landeinwärts.
Die Nachbargemeinden Cunits sind Cubelles, Castellet i la Gornal und Calafell.

## Kultur und Tradition
Die Festa Major zu Ehren der Schutzpatrons Sant Cristòfol wird in der Woche vom 24. Juli gefeiert.

## Sehenswürdigkeiten
- romanische Kirche Sant Cristòfol

## Städtepartnerschaften
- Grasellenbach, Deutschland